# Prodioxys longiventris
Prodioxys longiventris är en biart som först beskrevs av Pérez 1895.  Prodioxys longiventris ingår i släktet Prodioxys och familjen buksamlarbin. Inga underarter finns listade i Catalogue of Life.